# Witosław Porczyński
Witosław Antoni Porczyński (ur. 12 czerwca 1892 w Ciechanowie, zm. 3 lutego 1981 w Warszawie) – pułkownik dyplomowany kawalerii Wojska Polskiego, działacz niepodległościowy, kawaler Orderu Virtuti Militari.

## Życiorys
Urodził się 12 czerwca 1892 w Ciechanowie, ówczesnym mieście powiatowym guberni płockiej, w rodzinie Jana, inżyniera technologa, i Leontyny z Chmielińskich, nauczycielki.
Podczas I wojny światowej uczestniczył w bitwie pod Gorlicami. W 1918 jako oficer służył w szeregach 3 pułku ułanów w ramach I Korpusu Polskiego w Rosji.
Z dniem 4 listopada 1918 został przydzielony do 3 pułku ułanów. 1 marca 1919 został formalnie przyjęty do Wojska Polskiego z byłych Korpusów Wschodnich i byłej armii rosyjskiej z zatwierdzeniem posiadanego stopnia rotmistrza ze starszeństwem z dniem 7 listopada 1918. W szeregach 3 pułku ułanów wziął udział w wojnie z bolszewikami.
W 1921 został przydzielony do Wyższej Szkoły Wojennej w Warszawie, w charakterze słuchacza dwuletniego kursu normalnego 1921–1923. 3 maja 1922 został zweryfikowany w stopniu majora ze starszeństwem z dniem 1 czerwca 1919 i 85. lokatą w korpusie oficerów jazdy (od 1924 – kawalerii), a jego oddziałem macierzystym był nadal 3 pułk ułanów. 1 października 1923, po ukończeniu kursu i otrzymaniu dyplomu naukowego oficera Sztabu Generalnego, został przydzielony do Departamentu II Ministerstwa Spraw Wojskowych. 12 kwietnia 1927 został mianowany podpułkownikiem ze starszeństwem z dniem 1 stycznia 1927 i 10. lokatą w korpusie oficerów kawalerii. W listopadzie tego roku został przeniesiony z Oddziału I Sztabu Generalnego do 10 pułku ułanów w Białymstoku na stanowisko zastępcy dowódcy pułku. W listopadzie 1928 został mianowany dowódcą tego pułku i pełnił to stanowisko do lutego 1938. 10 grudnia 1931 został awansowany na pułkownika ze starszeństwem z dniem 1 stycznia 1932 i 2. lokatą w korpusie oficerów kawalerii. W Białymstoku mieszkał w budynku na terenie koszar przy ul. Kawaleryjskiej 70/3. W marcu 1938 został przydzielony do Dowództwa Okręgu Korpusu Nr V w Krakowie na stanowisko szefa sztabu. 
W czasie kampanii wrześniowej był szefem sztabu etapów Armii „Kraków”. W marcu 1943 był szefem sztabu Dowództwa Jednostek Wojska w Wielkiej Brytanii. 
Po wojnie w okresie PRL uczestniczył w uroczystościach rocznicowych 10 pułku Ułanów Litewskich.
Zmarł 3 lutego 1981. Pochowany na cmentarzu Powązkowskim w Warszawie (kwatera 141-1-5).
Był żonaty z Ireną z Wallmanów (ok. 1902–1980), z którą miał trzy córki: Marię Janinę Ulatowską (1924–2002), Annę Kazimierę Dajewską (1926–1967), więźniarkę KL Auschwitz i Bergen-Belsen, ofiarę eksperymentów pseudomedycznych, i Zofię Teresę (ur. 1932).

## Ordery i odznaczenia
- Krzyż Srebrny Orderu Wojskowego Virtuti Militari nr 3870[1] – 1921[25]
- Krzyż Oficerski Orderu Odrodzenia Polski – 10 listopada 1938 „za zasługi w służbie wojskowej”[26][27]
- Krzyż Kawalerski Orderu Odrodzenia Polski – 7 listopada 1925 „za zasługi położone na polu organizacji i wyszkolenia armji”[28][29]
- Krzyż Walecznych czterokrotnie[30]
- Złoty Krzyż Zasługi – 24 maja 1929 „za zasługi na polu organizacji i administracji wojska”[31][32]
- Medal Niepodległości – 23 grudnia 1933 „za pracę w dziele odzyskania niepodległości”[33]
- Medal Pamiątkowy za Wojnę 1918–1921[34]
- Medal Dziesięciolecia Odzyskanej Niepodległości[34]
- Krzyż Komandorski szwedzkiego Orderu Miecza – 1932[35]
- Medal Zwycięstwa[30]